# Црвена Русија
Црвена Рус (рус. Червонная Русь, Красная Русь; лат. Russia Rubra), или Црвена Русија, старински је хороним (обласни назив) који је током раније историје означавао источнословенске просторе у сливовима горњег Дњестра и Сана, од Карпата на југозападу, до Беле Русије на североистоку. У област Црвене Русије су поред уже Галиције у горњем поречју Дњестра и Пшемисловске земље у поречју Сана, понекад убрајане и друге области, даље према истоку, укључујући делове Волиније и Подолије. Све ове области су првобитно припадале Кијевској Русији, а потом су (од краја 12. до средине 14. века) биле у саставу Галичко-волинске државе. За време пољске власти, на том простору је у раздобљу од прве половине 15. до краја 18. века постојало посебно Руско војводство (пољ. Województwo ruskie), а шири појам Црвена Русија је управо у том периоду често употребљаван у геополитичкој терминологији и картографији.
Након успостављања хабзбуршке власти (1772) и стварања Краљевине Галиције и Лодомерије, појам Црвена Русија је постепено потискиван из употребе, првенствено из политичких разлога. У циљу избегавања употребе ендонимских (изворних) појмова, изведених из руског имена, форсирана је употреба егзонимског (страног) појма Црвена Рутенија, који је стекао популарност у аустрославистичким и гркокатоличким круговима, а првенствено међу заговорницима антируске политике.